# Cohen Faustball Club
Der Cohen Faustball Club, meist nur Cohen oder CFC, ist ein 1966 gegründeter Faustballverein aus Windhoek, der Hauptstadt Namibias. Er ist, nach dem SK Windhoek, der zweiterfolgreichste Faustballverein des Landes.

## Erfolge
- Meisterschaft: 2018, 2017, 2016, 1995[1]